# Точка кипения (фильм)
«Точка кипения» (англ. Boiling Point) — кинофильм. Экранизация произведения, автор которого — Джеральд Петиевич.

## Сюжет
Операция полицейских по захвату группы торговцев наркотиками закончилась убийством одного из полицейских. Только что вышедший из тюрьмы бандит Ред и его сообщник Ронни убили копа который работал «под прикрытием». Убийство друга доводит до «точки кипения» самого крутого полицейского в Лос-Анджелесе — детектива Джимми Мерсера. Джимми уверенно и хладнокровно идет по кровавому следу фальшивых денег, мстя за смерть своего напарника и друга.

## Критика
Кинокритик Сергей Кудрявцев в своей книге «3500 кинорецензий» так пишет о фильме:
«Расхожий сюжет рассказан неувлекательно и вяло, фильм является типичным примером рутинного кино, которое больше похоже на „жвачку“ однообразных телесериалов о полиции и мафии. Известные актёры играют ненатурально, словно пребывая в сонном или замороженном состоянии. Довольно средняя по уровню лента „Полицейский“, снятая тем же режиссёром Хэррисом за пять лет до „Точки кипения“, может напомнить огнедышащий вулкан по сравнению с потухшим костром, который зря раздувается им здесь»
.

## В ролях
| Актёр            | Роль                  |
| ---------------- | --------------------- |
| Уэсли Снайпс     | Джимми Мерсер         |
| Деннис Хоппер    | Рудольф «Ред» Даймонд |
| Лолита Давидович | Викки Данбар          |
| Вигго Мортенсен  | Ронни                 |
| Сеймур Кессел    | Вирджил Лич           |
| Джонатан Бенкс   | Макс Ваксман          |
| Кристин Элиз     | Керол                 |
| Тони Ло Бьянко   | Тони Дио              |
| Валери Перрайн   | Мона                  |